# Sphingonotus collenettei
Sphingonotus collenettei är en insektsart som först beskrevs av Boris Petrovich Uvarov 1930.  Sphingonotus collenettei ingår i släktet Sphingonotus och familjen gräshoppor. Inga underarter finns listade i Catalogue of Life.